# Barahna toonumbar
Espèce
Barahna toonumbar est une espèce d'araignées aranéomorphes de la famille des Desidae.

## Distribution
Cette espèce est endémique de Nouvelle-Galles du Sud en Australie. Elle se rencontre dans le parc national des Border Ranges, la forêt d'État de Toonumbar et la forêt d'État de Whian Whian.

## Description
Les mâles mesurent de 2,5 à 2,8 mm et les femelles de 2,3 à 3,5 mm.

## Étymologie
Son nom d'espèce lui a été donné en référence au lieu de sa découverte, la forêt d'État de Toonumbar.

## Publication originale
- Davies, 2003 : Barahna, a new spider genus from eastern Australia (Araneae: Amaurobioidea). Memoirs of the Queensland Museum, vol. 49, no 1, p. 237-250 (texte intégral).